# 那慕爾聖母大學
37°31′02″N 122°17′04″W / 37.51729°N 122.28443°W

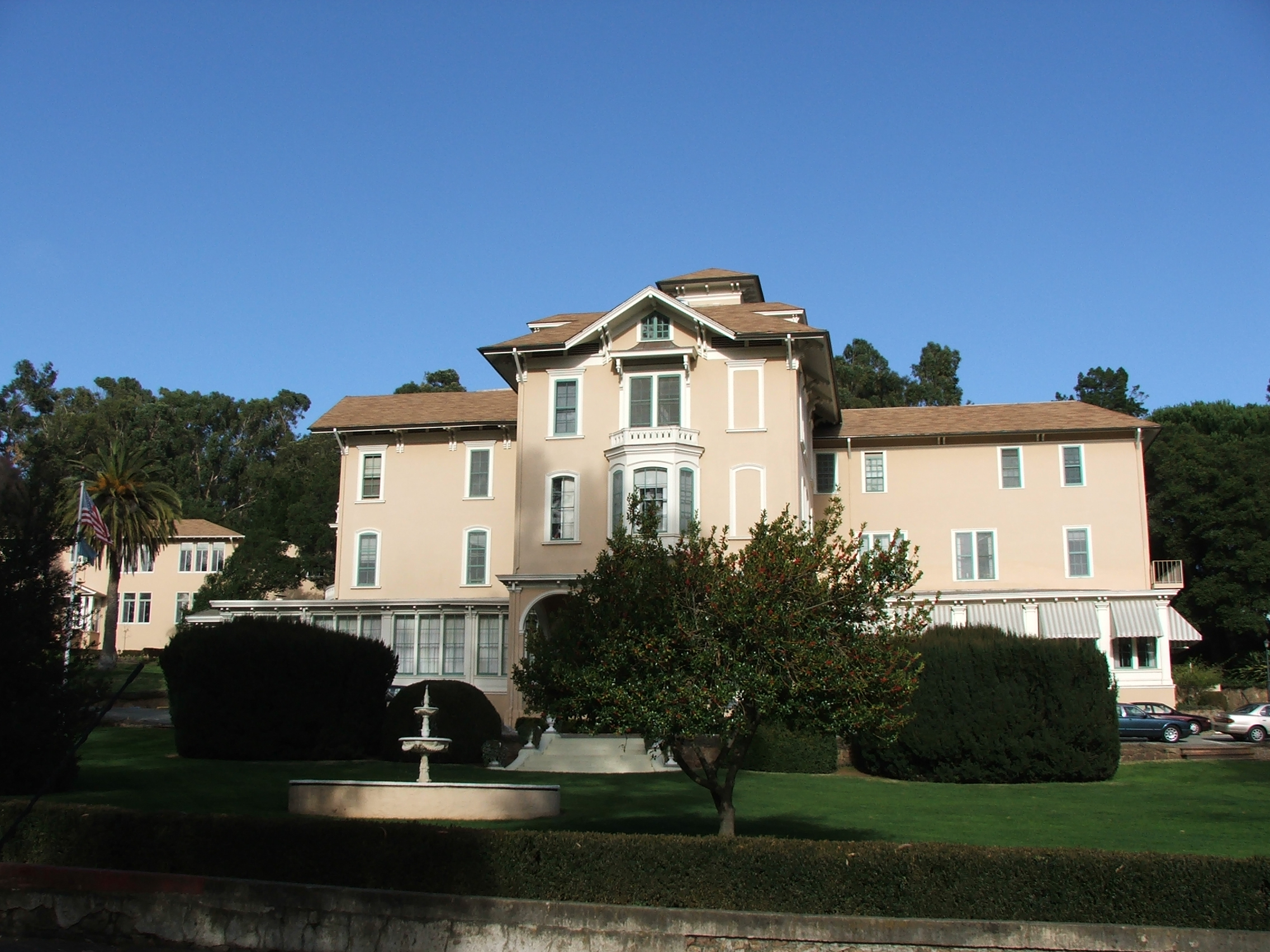
大學建築“Ralston Hall”

那慕爾聖母大學（Notre Dame de Namur University，原稱：College of Notre Dame）是位於美國加利福尼亞州貝爾蒙特的一所私立大學，1851年成立， 是州內第5古老的學院，也是最早向女性提供學士學位的學院。。2015年《美國新聞與世界報道》 “西部地區大學”排名中排在第51位。

## 外部連結
- Official website （页面存档备份，存于）
- Official athletics website （页面存档备份，存于）